# Туристичка организација Модрича
Туристичка организација Модрича је јавна установа чији је оснивач општина Модрича и која обавља послове на промоцији и унапређивању туризма од интереса за општину.
Стоји под надзором општинског Одјељења за привреду и друштвене дјелатности.

## Организација
Туристичка организација Модрича је основана Одлуком Скупштине општине Модрича од 26. октобра 2006. године у циљу валоризације, очувања и заштите туристичких вриједности на територији општине Модрича. Званично је почела са радом 8. априла 2008. године.
Туристичка организација Модрича има својство правног лица и уписује се у судски регистар. Органи управљања су директор и Управни одбор, а именују се на период од четири године са могућношћу реизбора. Директор представља и заступа Туристичку организацију, извршава одлуке Управног одбора, организује и руководи радом Туристичке организације и обезбјеђује законитост рада Туристичке организације. Основни акт општинске туристичке организације је статут.

## Директори
Директори Туристичке организације Модрича били су:
- Тијана Арамбашић Живановић (2008—2010)
- Александра Тошановић (од 2011)